# Ettore Pinelli
Ettore Pinelli, född den 18 oktober 1843 i Rom, död där den 17 september 1915, var en italiensk violinist och dirigent.
Pinelli, som hade fått sin utbildning i Tyskland under Joachim, stiftade tillsammans med Sgambati 1866 ett sällskap för klassisk kammarmusik och 1874 en musikförening i Rom.